# АрхиП (премия)

статуэтка АрхиП

«АрхиП» (от Архитектурная премия) — российская премия, ежегодно присуждаемая российским проектам профессиональных архитекторов и дизайнеров в области частной архитектуры и интерьера.. С 2010 года включает только архитектурные номинации.
Учредитель и организатор конкурса — издательский дом «Салон-пресс», выпускающий журнал «Салон-интерьер». Первая церемония награждения состоялась в 2002 году в Москве в театре «Новая Опера», последующие церемонии проходили также в Московском доме музыки, киноконцертном зале «Пушкинский», «Манеже», большом концертном зале Российской академии наук, Пушкинском музее, гостинице «Украина».

## Отзывы
В первой же критической заметке отмечались ограничительные условия конкурса — участие в нём доступно только архитекторам, постоянно публикующимся в журнале «Салон-интерьер», издаваемом организаторами. Архитектурный критик Николай Малинин отмечал во всех работах, отмечаемых премией, «бешеный диктат заказчика», благодаря которому архитектура превращается в «„новый русский“ интерьер», им же отмечен высокое качество организации голосования.
Искусствовед Григорий Ревзин отмечал некорректность самопозиционирования премии от журнала о дорогих квартирах и особняках как «национальной премии в области архитектуры», положительную оценку Ревзина получил студенческий конкурс «Дом для звезды», проходивший в рамках премии.